# 迪德里希斯哈根
迪德里希斯哈根是德国梅克伦堡-前波莫瑞州的一个市镇。总面积17.28平方公里，总人口474人，其中男性252人，女性222人（2011年12月31日），人口密度27人/平方公里。